# I. Miklós konstantinápolyi pátriárka
I. (Szent) Miklós,  vagy Müsztikosz Miklós (ógörögül: Νικόλαος Α΄ Μυστικός), (852 – 925. május 15.) konstantinápolyi pátriárka 901-től 907-ig, és 912-től haláláig.

## Életútja
Miklós Itáliából került Khalkédón monostorába 887-ben. Később Konstantinápolyba ment, és ott 901-ben pátriárkává választották. Szigorította a kolostorok működését, és a papság fegyelmét; misszionáriusokokat küldött az alánokhoz, az avarokhoz és a kazárokhoz; többször békét közvetített a bolgárokkal. Mivel ellenezte VI. León bizánci császár negyedik házasságát, kegyvesztett lett. 907. február 1-jének viharos éjszakáján átszállították a Bizánci Birodalom ázsiai oldalára, és Galankrenesz monostorának börtönébe zárták. Május 6-án Miklós lemondott méltóságáról.
León halála után fia, VII. Konstantin 912 májusában visszahelyezte Miklóst a görög egyház élére, de a negyedik házasságot érintő kánonjogi viták továbbra is élénkek maradtak. A vitát végül a 921 júliusi zsinati határozat próbálta lezárni: különleges (özvegy) állapotban engedélyezett lehet egy harmadik házasság, de egy negyedik semmilyen esetben sem. A kérdéskör később is jelen volt a bizánci életben, és X. János pápa követe sem tudta megakadályozni a polémiákat. Miklós 13 évnyi kormányzás után 925-ben hunyt el. A bizánci egyház szentként tiszteli, ünnepnapját május 15. napján üli.
163 levele maradt fenn, melyek címzettei között szerepel I. Simeon bolgár cár, a bagdadi és a córdobai kalifa is. Előbbit a béke megőrzésére, utóbbiakat a keresztények iránti tiszteletre kérte a pátriárka.